# Шипенка (река)
Шипенка — река в Тверской области России. Длина — 15,1 км.
Протекает в северо-восточном направлении по территории Весьегонского района. Исток находится в районе деревни Кишкино, относящейся к Ивановскому сельскому поселению. Впадает справа в реку Кесьму, но в XX веке считалась левым притоком Суховетки. Устье напротив деревни Крешнево.

## Притоки (км от устья)
- 4,1 км — река Суховетка (пр)

## Данные водного реестра
По данным государственного водного реестра России относится к Верхневолжскому бассейновому округу, водохозяйственный участок реки — Рыбинское водохранилище до Рыбинского гидроузла и впадающие в него реки, без рек Молога, Суда и Шексна от истока до Шекснинского гидроузла, речной подбассейн реки — Реки бассейна Рыбинского водохранилища. Речной бассейн реки — (Верхняя) Волга до Куйбышевского водохранилища (без бассейна Оки).
Код объекта в государственном водном реестре — 08010200412110000005078.